# Michael Silvius von Hohenhausen
Michael Silvius von Hohenhausen, född 6 februari 1790 i Stockholm, död 19 juni 1849 i Visby stadsförsamling, Gotlands län, var en svensk ämbetsman. Han var son till Carl Johan von Hohenhausen av adelsätten von Hohenhausen och bror till Carl Ludvig von Hohenhausen.

## Biografi
Liksom brodern ägnade sig von Hohenhausen i början åt krigareyrket och anställdes som fänrik vid Andra livgardet 1807. Han hade inom samma kår hunnit till major 1828 med överstelöjtnants rang inom armén 1830, då han 1831 blev tillförordnad landshövding på Gotland. Befordrad till överste i armén 1833, utnämndes han samma år till ordinarie landshövding på ön och fyra år senare till generaladjutant.
Som styresman på Gotland har von Hohenhausen efterlämnat många minnen av en nitisk verksamhet: han ivrade för förbättrandet av den allmänna upplysningen och sjukvården, ägnade en upplyst vård åt öns fornlämningar, höjde nationalbeväringens anseende och förskaffade dess officerare pensionsrätt, stiftade skarpskytte- och jägaregillet, införde tävlingsplöjning, anordnade boskapsutställningar med belöningar, vidtog verksamma åtgärder för häst- och fåraveln, uppmuntrade till en förbättrad skogshushållning, med mera.
På von Hohenhausens grav vid Östra kyrkogården i Visby restes av gotländska män en minnesvård med inskriften: "Redlig och ridderlig; pröfvad i krig och fred".